# Pila de protocols
La pila de protocols (protocol stack en anglès) és una col·lecció ordenada de protocols organitzats en capes que es posen unes damunt d'unes altres i on cada protocol implementa una abstracció enquadrada en l'abstracció que proporciona la capa sobre la qual està enquadrada. Els protocols enquadrats en la capa inferior proporcionen els seus serveis als protocols de la capa superior perquè aquests puguin realitzar la seva pròpia funcionalitat.

## Exemples

### Pila OSI
El Model OSI va ser creat amb la finalitat d'estandarditzar els múltiples stacks presents en la dècada dels '70 i '80. OSI cobreix set nivells:
- Nivell 1 o físic, es descriuen els connectors a usar, nivells de voltatge, com configurar un bit, etc. L'objectiu és definir tot el necessari per connectar dos sistemes entre si i transferir bits entre ells.
- Nivell 2 o d'enllaç, descriu la forma de crear un paquet, delimitar-ho i alguns detalls com a establiment de les connexions o control d'errors, si fos necessari.
- Nivell 3 o de xarxa, parla de com un paquet viatja per la xarxa.
- Nivell 4 o de transport, parla de com l'origen i la destinació intercanvien dades.
- Nivell 5 o de sessió, és l'encarregat de solucionar els problemes del Nivell 4, en el cas que hi hagi hagut alguna fallada en la connexió.
- Nivell 6 o de presentació, s'encarrega d'ajustar la representació de dades per a diferents arquitectures. És el nivell encarregat del xifrat i la compressió de dades.
- Nivell 7 o d'aplicació, consisteix en dades de l'usuari i no es fa suposició sobre els continguts.

### Pila TCP/IP
La pila TCP/IP, denominada així a causa dels protocols més importants que ho componen: Protocol de Control de Transmissió (TCP) i Protocol d'Internet (IP), els quals van ser els primers a definir-se.
Existeixen tants protocols en aquest conjunt que arriben a ser més de 100 diferents. Entre ells es troba el popular HTTP (Hypertext Transfer Protocol) que és el que s'utilitza per accedir a les pàgines web, a més d'uns altres com l'ARP (Address Resolution Protocol) per a la resolució d'adreces, el FTP (File Transfer Protocol) per a transferència d'arxius, el SMTP (Simple Mail Transfer Protocol) i el POP (Post Office Protocol) per a correu electrònic, TELNET per accedir a equips remots, entre d'altres.
La pila té quatre capes:
- La capa Accés a la Xarxa, usualment lligada amb el nivell 1 i 2 d'OSI.
- La capa d'internet, similar al nivell 3 d'OSI.
- La capa de transport, similar al nivell 4 d'OSI.
- La capa d'aplicació, equivalent al nivell 5,6 i 7 d'OSI.